# Chronologie de l'Ère des attentats
Cette chronologie présente l'ensemble des événements en lien avec l'Ère des attentats (1892-1894). 

## Généralités
Cette chronologie se fonde en grande partie sur la liste fournie par Hélène Millot dans sa recension, en y ajoutant les recensions faites par John M. Merriman et Vivien Bouhey, qui sont plus fournies. Les dates de départ et de fin de la période sont conservées en se fondant sur Millot, qui place le départ lors de l'attentat du Boulevard Saint-Germain (7 mars 1892) et la fin lors du massacre des anarchistes du bagne (22 octobre 1894) mais Bouhey donne une perspective plus large en considérant 1890-1894, qui n'est pas utilisée ici,. Le massacre de Fourmies et l'affaire de Clichy sont intégrés à la chronologie puisque la plupart des sources placent ces deux événements comme des précurseurs immédiats de l'Ère des attentats,.

## Événements
- Affaire judiciaire - répression légale
- Attentat
- Exécution - massacre

| Date             | Événement                               | Lieu             | Instigateur(s) | Résultat(s) | Références |
| 1er mai 1891     | Massacre de Fourmies                    | Fourmies         | - État français - Armée française                                                                                   | - Massacre d'une dizaine de manifestants pacifiques à Fourmies - 9 morts, 35 blessés (au moins) | ,          |
| 1er mai 1891     | Affaire de Clichy                       | Paris            | - État français - Police française                                                                                  | - Arrestation violente de trois anarchistes - Procès médiatisé qui radicalise les anarchistes par sa violence | [ 6 ]      |
| 29 février 1892  | Attentat de la rue saint-Dominique      | Paris            | - Anarchiste (?) | - Explosion dans une résidence aisée de la rue Saint-Dominique, à Paris - 0 morts, 0 blessés | [ 8 ]      |
| 11 mars 1892     | Attentat du Boulevard Saint-Germain     | Paris            | - François Koenigstein (Ravachol) - Rosalie Soubère (Mariette) - Joseph Jas-Béala (Béala) - Charles Simon (Biscuit) | - Début symbolique de l'Ère des attentats - Échouent à tuer ou blesser Benoît, le juge de l'affaire de Clichy. - 0 morts, 1 blessé. - Déplacement d'un terrorisme « personnel » à un terrorisme de « lieu »                                            | ,          |
| 15 mars 1892     | Attentat de la caserne Lobau            | Paris            | - Théodule Meunier (Pied Plat)                                                                                      | - 0 morts, 0 blessés. - Déplacement d'un terrorisme « personnel » à un terrorisme de « lieu » | ,          |
| 27 mars 1892     | Attentat de Clichy                      | Paris            | - Ravachol | - 0 mort, 6 blessés. - Échoue à tuer ou blesser Bulot, le procureur de l'affaire de Clichy. - Déplacement d'un terrorisme « personnel » à un terrorisme de « lieu »                                                                                    | ,          |
| 30 mars 1892     | Arrestation de Ravachol                 | Paris            | - État français - Police française - Jean-Marie Véry                                                                | - Après dénonciation du propriétaire du restaurant Le Véry, Ravachol est arrêté. - Les autres membres du groupe de Ravachol sont déjà arrêtés. | ,          |
| 25 avril 1892    | Attentat du Véry                        | Paris            | - Théodule Meunier - Jean-Pierre François - Pieds plats                                                             | - Explosion au restaurant Le Véry visant le propriétaire, qui est tué. - 2 morts, au moins 1 blessé. | ,          |
| 26 avril 1892    | 1er procès de Ravachol                  | Paris            | - État français - Justice française                                                                                 | - Rosalie Soubère et Joseph Jas-Béala acquittés. Charles Simon et Ravachol condamnés au bagne à perpétuité. - Procès médiatisé qui radicalise les anarchistes                                                                                          | ,          |
| 21 juin 1892     | 2e procès de Ravachol                   | Montbrison       | - État français - Justice française                                                                                 | - Ravachol condamné à mort. | [ 1 ]      |
| 11 juillet 1892  | Exécution de Ravachol                   | Montbrison       | - État français | - Exécution de Ravachol - Ravachol devient un martyr pour les anarchistes, qui se radicalisent | ,          |
| août 1892        | Grève de Carmaux                        | Carmaux          | - État français - Armée française                                                                                   | - L'armée intervient dans la grève de Carmaux pour pousser les ouvriers à reprendre le travail. | [ 13 ]     |
| 8 novembre 1893  | Attentat de Carmaux-Bons Enfants        | Paris            | - Émile Henry | - Henry envoie une bombe au siège de la Compagnie minière de Carmaux en réagissant à la grève, elle explose au commissariat. - 5 morts (4 policiers + 1 civil), 0 blessés. - Attentat le plus meurtrier de l'Ère des attentats en France               | ,          |
| 13 novembre 1893 | Attentat du 13 novembre 1893            | Paris            | - Léon Léauthier | - Poignarde le diplomate Rista Georgevitch « car il fait bourgeois ». - 0 morts, 1 blessé. - Attentat fondateur du terrorisme moderne, un des premiers attentats indiscriminés de l'histoire.                                                          | ,          |
| 9 décembre 1893  | Attentat de l'Assemblée nationale       | Paris            | - Auguste Vaillant                                                                                                  | - Lance une bombe dans l'Assemblée Nationale. - Plusieurs blessés légers (dont Vaillant) mais aucun mort. La session à l'Assemblée continue même après l'attentat.                                                                                     | ,          |
| 12 décembre 1893 | 1e loi scélérate                        | France           | - État français - Parlementaires français                                                                           | - Loi prise contre la liberté de la presse. Introduit la criminalisation de l'apologie du terrorisme et ampute la présomption d'innocence. | ,          |
| 18 décembre 1893 | 2e loi scélérate                        | France           | - État français - Parlementaires français                                                                           | - Loi prise contre les associations de malfaiteurs. Toute entente en vue de commettre des actes terroristes, même s'ils ne sont pas commis, est criminalisée.                                                                                          | ,          |
| 1er janvier 1894 | Répression de janvier et février 1894   | France           | - État français | - Début d'une vaste campagne de répression visant les anarchistes. - Radicalise les anarchistes qui échappent à la police, souvent les plus radicaux.                                                                                                  | [ 18 ]     |
| 10 janvier 1894  | Procès de Vaillant                      | Paris            | - État français - Justice française                                                                                 | - Condamnation à mort d'Auguste Vaillant | [ 1 ]      |
| 5 février 1894   | Exécution de Vaillant                   | Paris            | - État français | - Auguste Vaillant est exécuté. | [ 1 ]      |
| 12 février 1894  | Attentat du café Terminus               | Paris            | - Émile Henry | - Cherche à assassiner Sadi Carnot pour venger Vaillant mais n'y parvenant pas, fait exploser sa bombe dans un café parisien. - Attentat fondateur du terrorisme moderne, un des premiers attentats indiscriminés de l'histoire. - 1 mort, 17 blessés. | ,          |
| 15 février 1894  | Attentat de l'Observatoire de Greenwich | Greenwich        | - Martial Bourdin                                                                                                   | - Cherche à poser une bombe à l'observatoire de Greenwich. - Meurt des suites de l'explosion, Louise Michel prononce son discours funèbre. - 1 mort, 0 blessés.                                                                                        | ,          |
| 20 février 1894  | Attentats du 20 février 1894            | Paris            | - Désiré Pauwels | - Cherche à venger Ravachol et Henry, qui est son ami. - Piège deux chambres à la bombe et demande à la police de venir. - 1 morte (la concierge), 1 blessé (un policier)                                                                              | [ 8 ]      |
| 23 février 1894  | Procès de Léauthier                     | Paris            | - État français - Justice française                                                                                 | - Léon Léauthier condamné au bagne à perpétuité | [ 1 ]      |
| 15 mars 1894     | Attentat de la Madeleine                | Paris            | - Désiré Pauwels | - Pauwels se rend à la Madeleine avec une bombe et explose avec elle. Il se suicide probablement peu après. - 1 mort, Pauwels, 0 blessé. - Déplacement d'un terrorisme « personnel » à un terrorisme de « lieu »                                       | ,          |
| 4 avril 1894     | Attentat du Foyot                       | Paris            | ? | ? | [ 1 ]      |
| 27 avril 1894    | Procès de Henry                         | Paris            | - État français - Justice française                                                                                 | - Condamnation à mort de Henry | [ 1 ]      |
| 19 mai 1894      | Attentat de Marseille (1894)            | Marseille        | - Célestin Nat | - Nat poignarde un bourgeois sur le quai des Augustins à Marseille pour venger la condamnation à mort de Henry. - 0 mort, 1 blessé. | [ 21 ]     |
| 21 mai 1894      | Exécution d'Émile Henry                 | Paris            | - État français | - Émile Henry est exécuté. | [ 1 ]      |
| 24 juin 1894     | Assassinat de Sadi Carnot               | Lyon             | - Sante Geronimo Caserio                                                                                            | - Caserio poignarde et tue le président de la République française, Sadi Carnot. | [ 1 ]      |
| 26 juillet 1894  | Procès de Meunier                       | Paris            | - État français - Justice française                                                                                 | - Théodule Meunier est condamné au bagne à perpétuité. | [ 1 ]      |
| 28 juillet 1894  | 3e loi scélérate                        | France           | - État français - Parlementaires français                                                                           | - Interdiction de la propagande et de la presse anarchistes. | ,          |
| 2 août 1894      | Procès de Caserio                       | Lyon             | - État français - Justice française                                                                                 | - Caserio condamné à mort. | [ 1 ]      |
| 3 août 1894      | Procès de Nat                           | Marseille        | - État français - Justice française                                                                                 | - Nat condamné à 20 ans de bagne | ,          |
| 16 août 1894     | Exécution de Caserio                    | Lyon             | - État français | - Caserio est exécuté. | ,          |
| 22 octobre 1894  | Massacre des anarchistes du bagne       | Île Saint-Joseph | - État français - Administration concentrationnaire et coloniale de Guyane                                          | - Organisation d'un complot au sein du bagne de l'Île Saint-Joseph pour assassiner les forçats anarchistes. - Le massacre fait 12 morts du côté des bagnards et 4 chez les gardes. Parmi les anarchistes, Charles Simon et Léon Léauthier sont tués.   | ,          |